# Korbach
Korbach több mint ezer éve fennálló német város Hessen tartományban, Waldeck-Frankenberg körzet központja. Korábban Hanza-város volt.

## Földrajzi helyzete
Korbach a Rajnai-palahegység (a helybeliek szóhasználatával Waldeck'sches Upland azaz Waldecki felföld) északkeleti szélén fekszik. A szomszédos városok és helységek északon kezdve az óramutató járása irányában: Willingen, Diemelsee, Twistetal, Waldeck, Vöhl, Lichtenfels (mindegyik a Waldeck-Frankenberg körzethez tartozik) és Medebach (az Észak-Rajna-Vesztfáliához tartozó Hochsauerlandkreis körzetben).
A város a Waldecker Tafel-nek nevezett erdőtlen táblán fekszik, mely egykor rengeteg vad csirkének adott otthont, ezeknek a városi folklór által adott beceneve, a "Feldhühnerchen" ( ≈ "kis földi csirkék"). Ezen a táblán a városközponton kívül még kisebb helységek helyezkednek el, melyek közigazgatásilag Korbachhoz tartoznak: Lelbach (615 lakos), Lengefeld (512 lakos), Nordenbeck (195 lakos), Ober-Ense (228 lakos) és Nieder-Ense (272 lakos). A város területének keleti részén, ahol Helmscheid (202 lakos), Strothe (250 lakos) és Meineringhausen (947 lakos) fekszik, kezdődik az Észak-Hesseni-dombvidék (nordhessisches Hügelland), amely a Rajnai-palahegységtől Kassel nyugati szélén lévő Habichtswald területig tart. Nyugatra vannak a következő helységek: Alleringhausen (91 lakos), Eppe (686 lakos), Nieder-Schleidern (193 lakos) és Hillershausen (334 lakos) Sauerland lábánál.
Korbach legmagasabb pontja Widdehagen (635 m) Rhena (584 inhabitants) mellett és az Eisenberg (562 m), mely ellentétben "Vas-hegy" jelentésű nevével – arról nevezetes, hogy aranytartalmú ércet tartalmaz. Az Eisenberghez közeli helység neve találóbban Goldhausen (329 lakos).
A városon a Kuchbach folyócska folyik keresztül, melynek mellékfolyója az Itter, maga pedig az Erdébe torkollik. Nyelvtani érdekesség, hogy a "Kuhbach" főnevet, melyet a legtöbb német hímneműnek tart, a helyiek gyakran nőneműként használják – vagyis azt mondják, hogy die Kuhbach der Kuhbachhelyett.
A Korbacher Spalte, egy 20 m mély, néhol 350 cm széles és durván 1 km hosszú hasadék a Föld felszínén, melyet 1964-ben fedeztek fel, több érdekes fosszíliát őrzött meg, például az északi félteke egyetlen Procynosuchus példányát.

## Népesség
(mindig december 31-én)
- 1998 – 24,510
- 1999 – 24,552
- 2000 – 24,515
- 2001 – 24,490
- 2002 – 24,537
- 2003 – 24,503
- 2004 – 24,540

## Története

### A kezdetek
A domb, melyen később a Szent Kilián templom épült már 800-tól egy karoling császári udvarház állt. A Korbach név (korábban "Corbach") a régi felnémet Curbechi névből ered ("pataknál választott hely"). Curbechit először 980-ban említi oklevél, amikor II. Ottó német-római császár Korbachot, Lelbachot és Rhenát a Corvey apátságnak adományozta. A városhoz csatolt többi helység korai lakottságáról is bizonyítékok vannak, ilyen például Wipperberg Lengefeld mellett.

### Középkor és az újkor kezdete

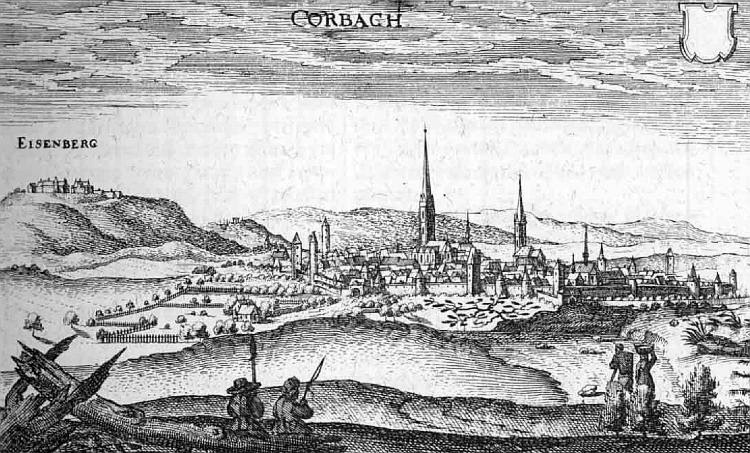

1188-ban Paderborn püspöke városi jogokat adományozott Korbachnak a Soest törvények szerint. Korbach a Köln-Lipcse és Frankfurt-Bréma kereskedelmi utak találkozásánál fekszik, a kézművesség és kereskedelem gyorsan fejlődött és a város virágzott. Az óváros hamarosan kicsinek bizonyult a lakosság befogadására. A kereskedők ezért két új városrészben telepedtek le, a Felső és Alsó Újvárosban, melyek a városhatárokon kívül feküdtek. Az óvárosban a Szent Kilián templom (Kilianskirche) épült fel a 14. században, az Újvárosban pedig a Szent Miklós templom (Nikolaikirche). 1377-ben az Ó- és Újváros egyesült és a két részt elválasztó korábbi határon felépült az egyesített város városháza, mely ma is áll.
1349-ben IV. Károly német-római császár – bár akkor még csak római király volt – meglátogatta a várost. Korbach csatlakozott a Hanzához, a Hanza-szövetség tagjaként először 1496-ban említik, mint a Hesse tartomány egyetlen Hanza-városát. 1414-ben befejezték a várost körülvevő kettős fal építését. Öt kapu őrsége vigyázta az idegenek érkezését: a Tränketor, a Dalwigker Tor, az Enser Tor, a Lengefelder Tor és a Berndorfer Tor. Ma már csak az Enser Tor áll.
A reformáció idején a város és az egész Waldeck grófság protestáns lett. Ma is Korbach nagyrészt protestáns, bár a 19. század elején nagyobb arányú katolikus népesség áramlott Korbachba. A várostól nyugatra eső települések viszont csaknem teljesen (Hillershausen) vagy nagyrészt (Nieder-Schleidern, Eppe) katolikusok.
A harmincéves háborúban Korbachnak óriási támogatást kellett adnia a városon átvonuló csapatoknak. Mikor a háború végetért, a város házainak csak a fele maradt lakható állapotban és a népesség 2600-ról 1100-ra esett vissza. 1664-ben hatalmas tűzvész pusztította el csaknem az összes lakóházat. A ma is látható favázas házaknak csak a fele épült a nagy tűzvész előtt. A kőből épült gótikus templomok és a korabeli raktárak kőépületei azonban épen maradtak.

#### Nieder-Ense
Nieder-Ense helységről először 1010 körül maradt ránk oklevélben említés.

### Legújabb története
Csak a 18. század végén indult meg lassú gazdasági fejlődés Korbachban. Az igazi robbanásszerű növekedés csak a 19. század végén következett be. Hozzájárult ehhez az új vasútvonal megnyitása Kasselbe 1893-ban. Louis Peter gumi- és gumiabroncsgyárat létesített Korbachban. A várost kikerülték a későbbi háborúk, beleértve a két világháborút is. A második világháború után a város népessége rohamosan nőtt, amit az magyaráz, hogy a korábbi német tartományok lakossága elárasztotta a várost.
A gumigyár határozza meg nagyban a város fejlődését a mai napig is. A gyár az iparág egyik meghatározó vállalatának, az Continental AG-nak egyik gyáregysége.

## Politikai helyzet

### Városi tanács
A 37 tagú városi tanács képviselőinek megoszlása a 2006. március 26-án megtartott választásoknak megfelelően:

### Címer
A címer a város 1236-ból származó pecsétjéből ered. Az emberalak Paderborn püspöke, aki 1188-ban városjogokat adott Korbachnak, esetleg utóda, Wildrand püspök, aki esküt tett a város népének hűbérurukként 1227-ben. Az említett pecsét nem sokkal később készült. Elterjedt az a hibás értelmezés is, hogy a személy nem más, mint Szent Kilián, a város védőszentje, de ez kevéssé látszik valószínűnek, mert az alak felismerhetően püspököt ábrázol.
A nyolcágú csillag – csak az alsó fele látszik – a waldecki címerek szokásos jelképe, ez az a terület, melyhez Korbach is tartozik, és ennek az az egyszerű oka, hogy a Schwalenberg-Waldeck grófok címeréből származik, akik a város uralkodói voltak a püspök hűbéreseként 1227-től. Az eredeti pecsétben azonban a csillag csak hatágú volt (ennek is csak a fele látszott). Ezt feltehetően azért változtatták nyolcágúra, hogy megegyezzen a grófi címerrel.

### Testvérvárosok
- Avranches, Manche département, Franciaország, 1963-tól
- Waltershausen, Türingia, Németország 1990-től
- Pyrzyce , Lengyelország
- Vysoké Mýto, Csehország

## Látnivalók
- Kilianskirche (1450) és Nikolaikirche (1460) gótikus templomok
- Öreg Állami Iskola (Alte Landesschule) (1579)
- Középkori pellengér
- Jó állapotban megmaradt városfalak és gyönyörűen restaurált Öreg Város
- Néhány középkori kőből épült raktár.
- Az éjjeliőr ("Nachtwächter") bronzszobra a sétálóutcában
- Az Arany Ösvény (Goldspur), útvonal az érdekesebb aranybányászathoz kapcsolódó helyekhez és az Eisenberg aranybányászata.
- Nieder-Ense temploma, épült 1130 és 1140 között, Josias Wolrad Brützel barokk oltárával 1700 körülről.
- Látogatható aranybánya, mely a középkori aranybányászok életét és munkáját mutja be.
- Georg-Viktor-Turm (torony), 24 m magas, kiváló kilátással az Uplandra, az Ederberglandra és az Eisenbergen épült vár romjaira.

## Fesztiválok
- Kiliansmarkt (Kiliánvásár)
- Viehmarkt (szarvasmarha vásár)
- Altstadt-Kulturfest (Az Óváros Kulturális Fesztiválja)
- Mittelalterlicher Markt (Középkori Vásár)
- Weihnachtsmarkt (karácsonyi vásár)

## Fordítás
- Ez a szócikk részben vagy egészben  a   Korbach című német Wikipédia-szócikk fordításán alapul.  Az eredeti cikk szerkesztőit annak laptörténete sorolja fel. Ez a jelzés csupán a megfogalmazás eredetét és a szerzői jogokat jelzi, nem szolgál a cikkben szereplő információk forrásmegjelöléseként.